# Jean Stobée

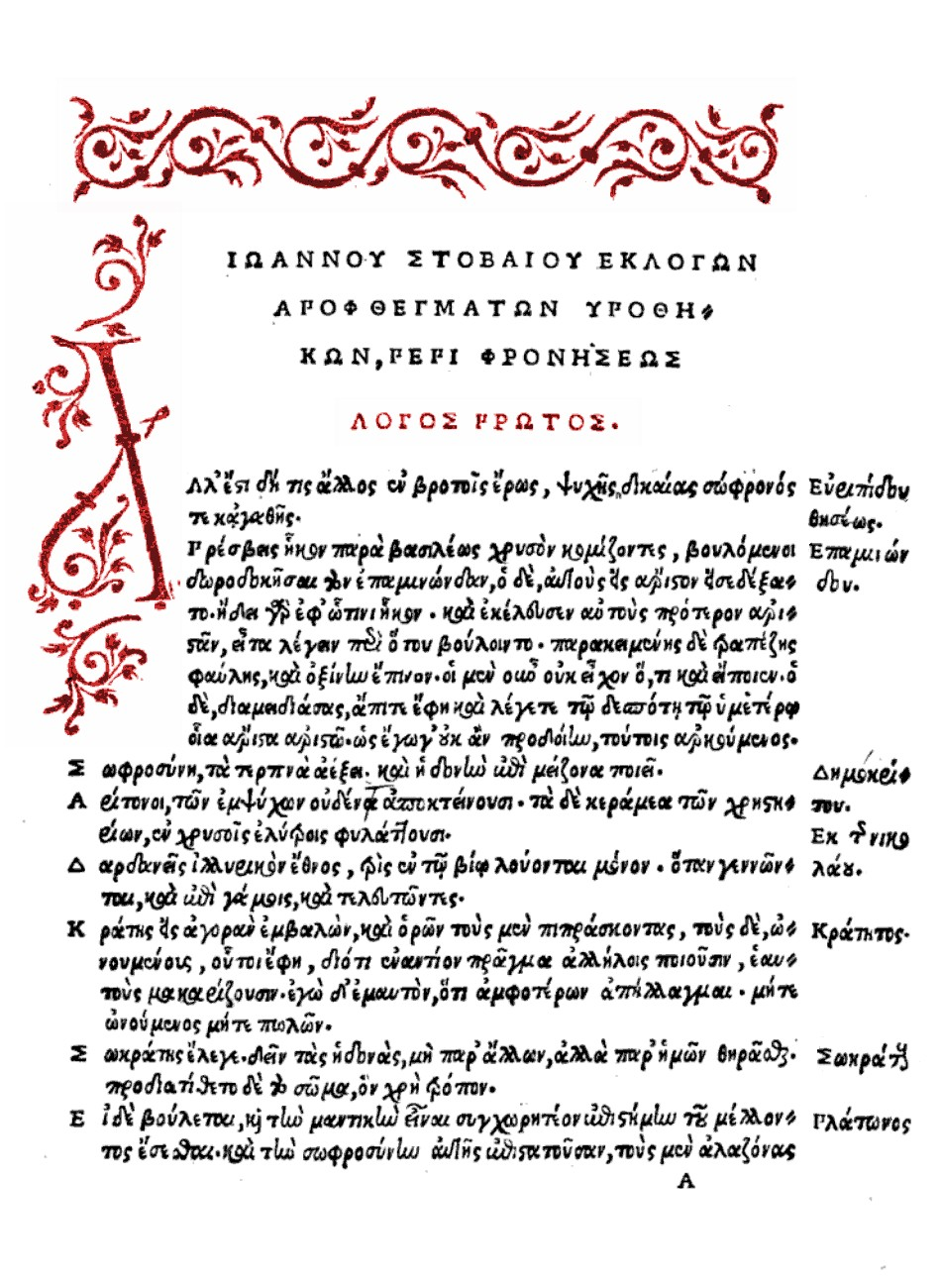
Première page du Florilegium, édition princeps de Trincavelli, Venise, 1536

Jean Stobée, en latin Ioannes Stobaeus, natif, d'après son nom, de Stobi (Macédoine), dont Stobæus était le gentilice, est un doxographe et compilateur grec de l'Antiquité tardive (Ve siècle). Son Anthologie nous a légué des fragments nombreux, parfois exclusifs, d'auteurs grecs de l'Antiquité.

## Biographie
En l'absence d'indication précise, la liste des auteurs cités par Stobée, dont le plus tardif est Hiéroclès d'Alexandrie, conduit les éditeurs à situer la vie de ce compilateur dans la seconde moitié du Ve siècle de notre ère. L'absence d'allusion au christianisme dans ses écrits incite à penser qu'il n'était pas personnellement chrétien, même si son nom semble indiquer qu'il était de famille chrétienne.

## Œuvre
Photios lui consacre le codex 167 de sa Bibliothèque. Il appelle l'œuvre Quatre livres, en deux volumes, d'Extraits, Sentences et Préceptes ; elle était dédiée, précise-t-il, à son fils Septimios. Le premier livre, après une introduction en deux parties faisant l'éloge de la philosophie, puis en énumérant les écoles, traitait en 60 chapitres de métaphysique (10 premiers) et de physique (cosmologie, astronomie, zoologie, botanique et physiologie humaine) ; le second, en 46 chapitres, traitait de la dialectique, de la rhétorique, de la divination, et de questions éthiques variées ; le troisième, en 42 chapitres, des vertus et des vices présentés par paires ; le quatrième, en 58 chapitres, de politique, d'économie, d'éducation et des vicissitudes de la vie humaine, les opinions opposées sur chaque question étant généralement présentées successivement. Photios dresse la liste alphabétique (par genre) des auteurs cités : 204 philosophes, 152 poètes, 120 orateurs, historiens, rois, généraux et médecins, soit en tout 476 auteurs.    
Le texte qui est parvenu jusqu'à nous est différemment organisé. Les deux volumes ont été séparés et traités comme deux recueils différents : 
- les Eclogæ physicæ et ethicæ, qui correspondent aux livres I et II (mais pour le livre I, introduction presque entièrement perdue et ch. 33, 34, 35, 37, 44 et 46 manquants ; pour le livre II, seuls les 9 premiers ch. conservés dans le recueil, et les ch. 15, 31, 33 et 46 récupérés dans une autre anthologie du XIVe siècle) ;
- le Florilegium, ou Sermones, correspondant aux livres III et IV (l'ensemble étant préservé, sauf le ch. 1 du livre III et le ch. 3 du livre IV).

D'autre part, l'organisation interne des deux recueils dans les manuscrits n'est plus du tout conforme à ce qu'indique Photios. À l'époque moderne, l'édition Wachsmuth et Hense est la première qui ait reconstitué l'ordre primitif.
Stobée s'est appuyé notamment, pour les deux premiers livres, sur les doxologies d'Arius Didyme et d'Ætius. Il cite beaucoup les dramaturges (plus de 500 fois Euripide, plus de 200 fois Ménandre, environ 150 fois Sophocle), et c'est seulement par lui qu'ont été conservés nombre de fragments de ces auteurs.
Le Florilegium a été pour la première fois imprimé à Venise en 1536 par Vettore Trincavelli, ensuite avec un texte amélioré et une traduction latine par Conrad Gessner à Zurich en 1543 (avec des extraits d'auteurs ajoutés ; repris à Bâle en 1549 chez Jean Oporin, édition qui a servi de vulgate). Les Eclogæ physicæ et ethicæ ont été publiés à Anvers en 1575 (chez Christophe Plantin) par Willem Canter, avec une traduction latine.

### Éditions modernes
- Joannis Stobaei Anthologium : recensuerunt Curtius Wachsmuth et Otto Hense... (5 vol.), Berlin, éd. Weidmann, 1884-1912, réimpr. 1958.
- Eklogai, apophthégmata, hypoyhêkai. Extraits, préceptes, règles de conduite : Choix de textes, Florilège
  - Joannis Stobaei Eclogarum physicarum et ethicarum libri duo, recensuit Augustus Meineke... (2 vol.), Leipzig, Éd. Teubner, 1856-1864.
  - Joannis Stobaei Florilegium, ad manuscriptorum fidem emendavit et supplevit Thomas Gaisford (4 vol.), Oxford, 1822.
- Textes sur l'hermétisme. Hermès Trismégiste, Corpus hermeticum. Tome 3 : Fragments extraits de Stobée I-XXII ; éd. et tr. André-Jean Festugière. Paris : les Belles Lettres, 1954. (Collection des Universités de France).  (ISBN 2-251-00137-9). Hermès Trismégiste, Corpus hermeticum. Tome 4 : Fragments extraits de Stobée XXIII-XXIX. Fragments divers ; éd. et tr. André-Jean Festugière. Paris : les Belles Lettres, 1954. (Collection des Universités de France).  (ISBN 2-251-00138-7).

### Études
- Photius, « Jean Stobée, Anthologie » in Bibliothèque, 167. [Présentation de l'Anthologie et liste des auteurs retenus, par Photius] [lire en ligne (page consultée le 29 janvier 2023)]
- O. Hense, article "Stobaios" de la Realencyclopädie.
- Charles A. Beving, Remarques critiques sur quelques passages de Stobée, Hayez, 1833, 23 p.
- Michele Curnis, L'Antologia di Giovanni Stobeo : una biblioteca antica dai manoscritti alle stampe, Alessandria, Edizioni dell'Orso, coll. « Minima philologica. Serie greca » (no 4), 2008, VI-301 p.
- Édith Parmentier, « L’énigmatique Anthologie de Stobée. Organisation du recueil et fiabilité des textes transmis », dans François Brizay et Véronique Sarrazin (Dir.), Érudition et culture savante. De l'Antiquité à l'époque moderne, Rennes, Presses universitaires de Rennes, 2015, 272 p. (ISBN 978-2-753-53967-9, lire en ligne), p. 19-35